# 非洲木犀榄
非洲木犀榄（学名：Olea europaea subsp. africana）是木犀科木犀榄属木犀榄的亚种。其亚种加词“africana”意为“非洲的”。分布在非洲等地。